# Парья (приток Кешки)
Парья — река в России, протекает в Нерехтском и Костромском районах Костромской области. Устье реки находится в 6 км по правому берегу реки Кешка. Длина реки составляет 10 км.
Исток реки находится у деревни Дьяково в 18 км к северо-западу от города Волгореченск. В верховьях русло зарегулировано. Исток реки находится недалеко от среднего течения Кешки, однако впадает в неё Парья только через 10 км своего течения. Направление течения — восток и северо-восток, на берегах реки деревни Дьяково и Лапино.

## Данные водного реестра
По данным государственного водного реестра России относится к Верхневолжскому бассейновому округу, водохозяйственный участок реки — Волга от города Кострома до Горьковского гидроузла (Горьковское водохранилище), без реки Унжа, речной подбассейн реки — Волга ниже Рыбинского водохранилища до впадения Оки. Речной бассейн реки — (Верхняя) Волга до Куйбышевского водохранилища (без бассейна Оки).
Код объекта в государственном водном реестре — 08010300412110000013353.